# Carnivore (gruppo musicale)
I Carnivore sono una band thrash metal fondata nel 1982 da Peter Steele in seguito allo scioglimento dei Fallout.

## Storia del gruppo
Nella loro carriera la band ha pubblicato solo due album: l'omonimo Carnivore nel 1986 e Retaliation nell'anno successivo.
Il primo album è ispirato dal metal tradizionale, pescando dai Black Sabbath anni 70 e dai Judas Priest, il secondo invece è influenzato dal crossover thrash. I testi sono la caratteristica più particolare della band e il motivo che li ha resi una band culto, parlano infatti di nichilismo, sentimenti anti-religiosi, razzismo, intolleranza, trattano della stupidità umana in generale, descrivendo anche con toni molto espliciti scene sanguinose e di disperazione, il tutto con una grande dose di cinismo.
Dopo la pubblicazione del primo album il chitarrista Keith Alexander lascia il gruppo per venire rimpiazzato da Marc Piovanetti, con cui viene alla luce il secondo album, con cui i Carnivore raggiungono l'apice della loro carriera.
Piovanetti lasciò però nel febbraio 1988 a causa di contrasti personali, ed entra nei Crumbsuckers, dipartita che porta allo scioglimento della band.
Steele formò allora i "Subzero", nome poi cambiato in Type O Negative, il cui primo album Slow, Deep and Hard sarà composto per la maggior parte da brani scritti per la band thrash metal, canzoni come "Der Untersmench" o "Xero Tolerance" hanno infatti una vena più thrash rispetto ai futuri lavori del gruppo.
Diventata ormai una band culto, a causa dell'insistenza dei fan i Carnivore si riuniscono nel 1994 con la formazione di Retaliation, per una serie di concerti negli stati di New York, Michigan e Wisconsin, al termine dei quali, nel 1996 si assiste ad un nuovo scioglimento.
L'11 luglio 2005 il primo chitarrista della band Keith Alexander è morto in seguito ad un incidente in bicicletta, il batterista Louie Beato è tuttora un autista della MTA (Metropolitan Trasportation Authority), la società di bus di Manhattan.
Il 24 aprile 2006 il gruppo si riunisce ufficialmente, con solo Steele della formazione originale, per uno show al Wacken Open Air, a cui seguiranno un tour europeo (dove faranno anche la loro prima e unica data italiana a Torino il 7 dicembre 2007 presso lo Spazio 211) e un tour negli Stati Uniti.
Il frontman Peter Steele è morto di aneurisma aortico il 14 aprile 2010.

### Carnivore A.D.
Nell'agosto 2017 il chitarrista originale Marc Piovanetti annuncia che il gruppo si è riformato con il nome Carnivore A.D. e che il primo concerto con la nuova formazione si sarebbe tenuto il 31 ottobre 2017 al Bowery Electric di New York in una serata celebrativa del fondatore e mastermind del gruppo Peter Steele.
Successivamente vengono svelati ulteriori dettagli sulla nuova formazione che risulta composta da un mix di membri passati e nuovi: Marc Piovanetti (con il nome Marc Carnivore) alla chitarra, Louie Beato e Joe Branciforte alla batteria, e Baron Misuraca al basso e voce (ruolo precedentemente ricoperto proprio da Peter Steele).
Dopo la serata celebrativa di Halloween (titolata "A Halloween Steele-tacular", in omaggio a Peter Steele) il gruppo annuncia nuove date e la partecipazione a diversi festival estivi nel 2018.

## Formazione

### Ultima formazione
- Peter Steele - voce, basso (1982-2010)
- Paul Bento - chitarra (2006-2010)
- Joey Zampela - chitarra (Life of Agony) (2006-2010)
- Steve Tobin - batteria (2006-2010)

### Ex componenti
- Keith Alexander - chitarra (Primal Scream) (1982-1985)
- Marc Piovanetti - chitarra (1986-1988)
- Louie Beato - batteria (1982-1988)

## Discografia

### Demo
- 1984 - 1984 demo
- 1986 - Nuclear Warriors

### Album in studio
- 1986 - Carnivore (ristampato nel 2001)
- 1987 - Retaliation (ristampato nel 2001)

### Compilation
- 1990 - Carnivore/Retaliation compilation